# Štadión pod Dubňom
O Štadión pod Dubňom é um estádio de futebol localizado em Žilina, Eslováquia. Foi construído em 1941, tendo sido renovado em 2002 e expandido entre os anos de 2006 e 2015. Tem capacidade para 11 313 espectadores sentados e é a casa oficial do clube MŠK Žilina, além de receber partidas da Seleção Eslovaca de Futebol. No ano de 2016, a superfície de grama foi substituída pela de grama artificial.